# Медведица мрачная
Медведица мрачная (лат. Axiopoena maura) — бабочка рода Axiopoena из подсемейства медведиц. Один из наиболее крупных представителей данного семейства.

## Описание
Длина переднего крыла 43—55 мм. Размах крыльев 100—105 мм. Половой диморфизм не выражен. Передние крылья однотонные, их окраска угольно-чёрная с шелковистым зелёным или синеватым отливом. У уже летающих бабочек их цвет со временем становится грязно-чёрным. Задние крылья в прикорневой половине и у внутреннего угла имеют поле кирпично-красного цвета. Внешняя половина заднего крыла черновато-серая с красноватым оттенком на наружном крае. Снизу задних крыльев за центральной ячейкой за началом жилки Cu2 расположено чёрное пятно, которое отсутствует у близкородственного вида Медведица Карелина (Axiopoena karelini). Иногда у внешнего края передних крыльев может располагаться 1—2 белых пятна. Брюшко буро-красного цвета, его конец — чёрный. Окукливается в неплотном коконе. Даёт 1 поколение в год.

## Ареал и местообитание
Вид довольно широко распространён на северо-западе Пакистана (Кветта), в Афганистане, в Туркменистане (Большой Балхан, Копетдаг, в Бадхызе на хребте Гезгядык), на востоке Ирана.
Нахождение в Закавказье (в Нахичеванской АССР), основанное на единственном экземпляре из коллекции Зоологического института не подтвердилось более поздними данными, в том числе распространением видов рода Axiopoena в Иране.
В пределах всего ареала распространение её нередко связано с пещерами и гротами, в которых медведица мрачная прячется днём. Летает в июне-октябре.

## Жизненный цикл
Гусеница крупная, чёрного цвета, густо покрыта волосками. Кормовое растение гусениц — полынь, а также различные травянистые растения. Гусеницы в дневное время прячутся в расщелинах между крупных камней. Зимуют гусеницы младших возрастов. Окукливается в неплотном коконе.

## Замечания по охране
Вид был включён в Красную книгу СССР.